# Síndrome de Morquio
La mucopolisacaridosis tipo IV o MPS IV, más conocida como enfermedad de Morquio en recuerdo del pediatra uruguayo Luis Morquio que la describió por primera vez, es una enfermedad congénita causada por la deficiencia de la enzima N-acetilgalactosamina 6 sulfatasa (MPS IV tipo A) o de la enzima B-Galactosidasa (MPS IV tipo B). Estas anomalías enzimáticas tienen como consecuencia que se acumulen en diferentes tejidos del organismo cantidades elevadas de mucopolisacaridos.

## Epidemiología
Se incluye dentro de las tesaurismosis o enfermedades por depósito. Su frecuencia es un caso por cada 100 000 o 200 000 nacimientos aproximadamente y está considerada una enfermedad rara.

## Clasificación
- Tipo A: ausencia de la enzima galactosamina-6-sulfatasa.
- Tipo B: déficit de la enzima beta-galactosidasa

## Manifestaciones clínicas
Produce anomalías esqueléticas graves que ocasionan baja talla o enanismo, deformidades de la columna vertebral como escoliosis o cifosis, perdida de audición, anomalías visuales por opacidad de la córnea, lesiones hepáticas, cardiacas y respiratorias. Por todo ello la esperanza media de vida de las personas afectadas es de 40 años.

## Diagnóstico
Las dos variedades de la enfermedad A y B presentan síntomas similares y solo se distinguen en estudios de laboratorio que demuestren cuál es la enzima ausente.